# Stuttgarter Erklärung (2022)
In der Stuttgarter Erklärung vom 25. Juli 2022 fordern 19 Professoren deutscher Universitäten als Erstunterzeichner die sofortige Aufhebung der Atomausstiegs-Paragraphen im Atomgesetz und eine Prüfung der sicherheitstechnischen Betriebserlaubnis, um den Weiterbetrieb der restlichen deutschen Kernkraftwerke zu ermöglichen. Zu diesen Erstunterzeichnern gehören u. a. André Thess, Rafaela Hillerbrand, Antonio Hurtado, Martina Hentschel und Klaus Steigleder. Die Unterzeichner plädieren für den Weiterbetrieb der deutschen Kernkraftwerke als dritte Klimaschutzsäule neben Sonne und Wind.
Da über 58.000 Bürger diese Petition (Nr. 136760) an den Petitionsausschuss des Deutschen Bundestags unterstützt haben, musste sie dort behandelt werden. Die Befragung der Petenten und der Vertreter der Bundesregierung durch Abgeordnete des Deutschen Bundestags fand am 9. November 2022 in Berlin statt. Am 21. März 2024 wurde die Petition vom Bundestag abgelehnt.